# Mandaka II
Mandaka II est un village du Cameroun situé dans le département du Mayo-Tsanaga et la Région de l'Extrême-Nord. Il fait partie de la commune de Mokolo et du canton de Matakam.
Mandaka II est situé dans l'arrondissement de Mokolo sur l'axe Maroua. Il est à l'est de la délégation départementale du Mayo Tsanaga.

## Situation géographique et climatique
Des trois grands ensembles physiques qui dominent le Nord Cameroun, Mandaka est ssitué dans la zone des monts mandara, département du Mayo Tsanaga,dans l'arrondissement dde Mokolo. La subdivision administrative een chefferie ffait incorporer ce village, dans le canton Matakam-Sud, composé de 44 villages.
Mandaka II est précisément situé entre plusieurs villages : Ziling au Sud-Ouest, Mendezhe en passant par Ksa et Dourvaya, Gouvok au Nord-Est et Kelewe à l'Est.
Mandaka II est une petite cuvette d'une superficie de 1,68 km2 environ. Il comprend quatre quartiers : Guimsak au centre, Bonkwa au sud, Guidmbaz à l'est et Dedeb à l'ouest.
Son relief plus ou moins escarpé présente dans l'ensemble des blocs rocheux qui s'étendent rarement sur des dizaines de mètres.
A l'ouest vers Dedeb, le massif ou ndza Ndaozay, au nord des massifs rocheux parmi lesquels celui de Ksa qui demeure ma plus haute montagne. Au nord est la montagne de Gouvok. Un autre bloc dde roche s'élève du côté du sud ouest, la montagne de Mayawad. Enfin, une chaine de massif de montagnes s'étendent sur une dizaine de mètres et parmi celles-ci la montagne de Mandaka, de Dza Lokov et celle de Bonkwa.

## Population
En 2005, lors du recensement général de la population et de l'habitat, on y a dénombré 1 381 habitants.
La localité de Mandaka II est aussi appelée Guimbsak ou Guimsak.